# Idiocerus tahotus
Idiocerus tahotus är en insektsart som beskrevs av Ball och Parker 1946. Idiocerus tahotus ingår i släktet Idiocerus och familjen dvärgstritar. Inga underarter finns listade i Catalogue of Life.